# Rudolph Valentino
Rudolph Valentino (Castellaneta (Italië), 6 mei 1895 – New York (VS), 23 augustus 1926) was een Italiaans acteur. Zijn echte naam was Rodolfo Alfonso Raffaello Piero Filiberto Guglielmi. Valentino wordt gezien als een van de eerste sekssymbolen, hij werd wel "The Great Lover" (De grote minnaar) genoemd.

## Biografie
Valentino werd geboren in Castellaneta in de Zuid-Italiaanse regio Apulië in het jaar dat de film werd uitgevonden, 1895. Zijn moeder Marie Berthe Gabrielle Barbin (1856–1919) was van Franse komaf, zijn vader Giovanni Antonio Giuseppe Fidele Guglielmi (?-1906) Italiaan. Hij had een broer, Alberto (1892–1981), een jongere zus Maria en een oudere zus Beatrice, die al op jonge leeftijd stierf.
De jonge Rodolfo had een levendige fantasie en was goed belezen, maar als scholier was hij onverschillig. Het feit dat zijn vader stierf toen Rodolfo pas 11 jaar was wordt door sommigen gezien als een oorzaak. Toen hij 15 was werd hij door de militaire academie geweigerd, omdat hij niet voldeed aan de fysieke eisen. Uiteindelijk studeerde hij agrarische wetenschappen in Genua. Na zijn studie vertrok hij naar Parijs, waar hij leerde dansen.
In 1913 vertrok Valentino naar de Verenigde Staten, op advies van zijn vriend Domenico Savino. Hij kwam in New York aan op kerstdag van dat jaar. Toen zijn spaargeld op was hield hij zich in leven met baantjes als bordenwasser en tuinman. Uiteindelijk vond hij werk als professioneel danser en dansinstructeur. Hij was enige tijd aangesloten bij een operettegezelschap, dat echter tijdens een tournee in Utah uiteenviel. 
Valentino vertrok naar San Francisco, waar hij acteur Norman Kerry ontmoette. Kerry haalde hem over zijn geluk in de (stomme) film te beproeven.
Rudolph Valentino had een aantal bijrolletjes gespeeld (meestal als gangster) toen hij in 1919 trouwde met Jean Acker. Acker was een actrice met Cherokeebloed, een huwelijk dat niet lang stand zou houden. Acker bleek lesbienne en sloot Valentino al in de huwelijksnacht buiten de hotelkamer. De scheiding werd in 1922 uitgesproken.
In 1921 ontmoette hij Natacha Rambova, een kostuumontwerpster en protegee - en wellicht geliefde - van actrice Alla Nazimova. Valentino en Rambova trouwden op 13 mei 1922 in Mexico, hetgeen hem op een aanklacht wegens bigamie kwam te staan. De scheiding van Acker was op dat moment weliswaar al uitgesproken, maar de Californische wet van die tijd schreef voor dat scheidende paren minimaal een jaar moesten wachten, voordat zij opnieuw konden trouwen, hetgeen Valentino en Rambova dan ook deden.

### Carrière
Valentino werd door scenarioschrijfster June Mathis ontdekt en onder de aandacht gebracht van regisseur Rex Ingram. Dit leverde hem een hoofdrol op in de film The Four Horsemen of the Apocalypse die in 1921 werd uitgebracht en een groot succes bleek. Valentino was op slag een ster en werd gecast voor de films die hem wereldberoemd zouden maken: The Sheik en The Son of the Sheik.
In 1922 bevestigde Valentino zijn status als belangrijkste mannelijke acteur van dat moment met zijn hoofdrol in de film Blood and Sand, waarin hij met Lila Lee en Nita Naldi speelde. Een jaar later echter, kwam het tot een conflict met Paramount Pictures, ten gevolge waarvan Valentino geen films mocht maken bij andere maatschappijen. Om toch zijn populariteit te beschermen en te voeden gingen Valentino en Rambova op danstournee. In deze periode toerde het gezelschap ook in Europa, waarbij hij zijn geboortestad bezocht. 
Terug in de VS in 1925 kwam Valentino onder contract bij United Artists. Saillant detail van het contract was de clausule dat zijn vrouw Rambova niet op de filmsets mocht worden toegelaten, zij werd gezien als de oorzaak van vertragingen bij eerdere films. Valentino verliet Rambova niet veel later en had een relatie met de Poolse actrice Pola Negri.
In een artikel in de Chicago Tribune in 1926 werd Valentino aangevallen wegens het 'vervrouwelijken' van de Amerikaanse man. Valentino reageerde woedend en daagde de auteur van het stuk uit tot een bokswedstrijd, een uitdaging die echter niet werd aangenomen. 
Later dat jaar, op 15 augustus stortte Valentino in in een hotel te New York. Hij werd met succes geopereerd aan een maagzweer en leek goed te herstellen. Een buikvliesontsteking echter was de oorzaak van zijn overlijden, acht dagen later, op de leeftijd van 31 jaar.

## Filmografie
- Alimony (1917)
- A Society Sensation (1918)
- All Night (1918)
- The Married Virgin (or Frivolous Wives; 1918)
- Delicious Little Devil (1919)
- The Big Little Person (1919)
- A Rogue's Romance (1919)
- The Homebreaker (1919)
- Out of Luck (1919)
- Virtuous Sinners (1919)
- The Fog (1919)
- Nobody Home (1919)
- The Eyes of Youth (1919)
- Stolen Moments (1920)
- An Adventuress (1920)
- The Cheater (1920)
- Passion's Playground (1920)
- Once to Every Woman (1920)
- The Wonderful Chance (1920)
- The Four Horsemen of the Apocalypse (1921)
- Uncharted Seas (1921)
- Conquering Power (1921)
- Camille (1921)
- The Sheik (1921)
- Moran of the Lady Letty (1922)
- Beyond the Rocks (1922)
- Blood and Sand (1922)
- The Young Rajah (1922)
- Monsieur Beaucaire (1924)
- A Sainted Devil (1924)
- Cobra (1925)
- The Eagle (1925)
- The Son of the Sheik (1926)

- Biblioteca Nacional de España: XX868234
- Bibliothèque nationale de France: cb13900678q (data)
- Catàleg d'autoritats de noms i títols de Catalunya: 981058515070706706
- CiNii: DA12234009
- Gemeinsame Normdatei: 118625918
- International Standard Name Identifier: 0000 0001 2121 0718
- Library of Congress Control Number: n50046664
- MusicBrainz: d06f563d-3667-4265-b464-220cb920946a
- National Archives and Records Administration: 10581463
- Bibliotheek van het Japanse parlement: 00621587
- Nationale Bibliotheek van Tsjechië: mzk2003187663
- Nationale Bibliotheek van Israël: 987007601380305171
- Nationale Bibliotheek van Polen: a0000001649818
- Nederlandse Thesaurus van Auteursnamen: 069560382
- Istituto Centrale per il Catalogo Unico: RAVV089891
- LIBRIS: 243101
- SNAC: w67p9g5b
- Système universitaire de documentation: 117443735
- Trove: 1001085
- Virtual International Authority File: 12493117
- WorldCat: E39PBJwCYrVKt3XbtpvMjFDH4q